# Key Colony Beach
Key Colony Beach es una ciudad ubicada en el condado de Monroe en el estado estadounidense de Florida. En el Censo de 2010 tenía una población de 797 habitantes y una densidad poblacional de 468,38 personas por km².

## Geografía
Key Colony Beach se encuentra ubicada en las coordenadas 24°43′14″N 81°1′18″O / 24.72056, -81.02167. Según la Oficina del Censo de los Estados Unidos, Key Colony Beach tiene una superficie total de 1.7 km², de la cual 1.15 km² corresponden a tierra firme y (32.27%) 0.55 km² es agua.

## Demografía
Según el censo de 2010, había 797 personas residiendo en Key Colony Beach. La densidad de población era de 468,38 hab./km². De los 797 habitantes, Key Colony Beach estaba compuesto por el 98.62% blancos, el 0.5% eran afroamericanos, el 0.25% eran amerindios, el 0.13% eran asiáticos, el 0% eran isleños del Pacífico, el 0% eran de otras razas y el 0.5% pertenecían a dos o más razas. Del total de la población el 4.02% eran hispanos o latinos de cualquier raza.